# Marija Iljinyicsna Miloszlavszkaja orosz cárné

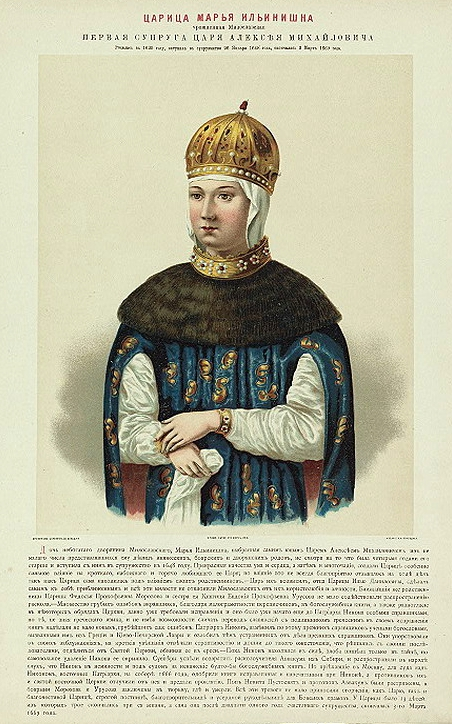
Miloszlavszkij Mária orosz cárné

Marija Iljinyicsna Miloszlavszkaja (oroszul: царица Мария Ильинична Милославская; 1624 – Moszkva, 1669. február 21./március 3.) orosz bojárkisasszony, házassága révén Oroszország cárnéja.

## Élete
Mária hercegnő Ilja Danyilovics Miloszlavszkij herceg és Jekatyerina Fjodorovna Narbekova fiatalabbik leányaként jött világra 1625-ben. Édesapja egyike volt a fiatal cár, Alekszej bizalmas embereinek és tanácsosainak. 1648-ban a cár feleséget keresett magának, s ebből a célból több száz nemesi hölgyet hívott össze. Alekszej cár Marija Iljinyicsnát választotta házaspárjának, amiben jelentős szerepe volt az uralkodó oktatójának, Borisz  Ivanovics Morozovnak és természetesen Miloszlavszkij hercegnek. Morozov maga nőül vette Marija Iljinyicsna nővérét, Anna Iljinyicsnát; míg Marija Iljinyicsna másik nővére, Irina Iljinyicsna Dmitrij Dolgorukov herceggel között házasságot. A cári esküvőt 1648. január 26-án tartották; a frigyből tizenhárom gyermek – öt fiú és nyolc leány – született.
Azzal, hogy leányából cárné lett, Miloszlavszkij herceg még nagyobb befolyásra tett szert az udvarban, 1648 és 1668-ban bekövetkezett halála között ő volt az egyik leghatalmasabb ember a cár környezetében. A Miloszlavszkij család emellett bojári rangra emelkedett.
Marija Iljinyicsna cárné tizenharmadik gyermeke születését követően hunyt el gyermekágyi lázban. Két fiából is – Fjodorból és Ivanból – később orosz cár lett, míg egyik leánya, Szofja Oroszország régenseként uralkodott. A cárné egyik unokatestvére, Szolomonyida Mihajlovna Miloszlavszkaja Andrej Vasziljevics Tolsztoj feleségeként a Tolsztoj család egyik ősanyja lett. A 20. században, II. Miklós cár rendeletére a Tolsztoj család Miloszlavszkijoktól származó ága felvette a Tolsztoj–Miloszlavszkij vezetéknevet.

### Gyermekei
| Név                      | Élt         | Megjegyzés                           |
| ------------------------ | ----------- | ------------------------------------ |
| Dmitrij Alekszejevics    | 1648 – 1649 |                                      |
| Jevdokija Alekszejevna   | 1650 – 1712 |                                      |
| Marfa Alekszejevna       | 1652 – 1707 |                                      |
| Alekszej Alekszejevics   | 1654 – 1670 |                                      |
| Anna Alekszejevna        | 1655 – 1659 |                                      |
| Szofja Alekszejevna      | 1657 – 1704 | Oroszország régensnője.              |
| Jekatyerina Alekszejevna | 1658 – 1718 |                                      |
| Marija Alekszejevna      | 1660 – 1723 |                                      |
| Fjodor Alekszejevics     | 1661 – 1682 | III. Fjodor néven Oroszország cárja. |
| Feodoszija Alekszejevna  | 1662 – 1713 |                                      |
| Szimeon Alekszejevics    | 1665 – 1669 |                                      |
| Ivan Alekszejevics       | 1666 – 1696 | V. Iván néven Oroszország cárja.     |
| Jevdokija Alekszejevna   | 1669 – 1669 |                                      |